# 공작부인: 세기의 스캔들
《공작부인: 세기의 스캔들》은 솔 디브 감독의 영국-미국 합작 드라마 영화이다. 줄거리는 어맨다 포먼이 쓴 18세기 영국 귀족인 데번셔 공작부인 조지아나 캐번디시의 일대기에 바탕을 두고 있다. 영국에는 2008년 9월 5일에 개봉하였으며, 대한민국에는 2008년 10월 16일에 개봉하였다.

## 줄거리
영국 최고의 권력가 데번셔 공작부인 조지아나는 남자들조차 발 아래 둘 만큼 뛰어난 화술과 아름다운 외모로 런던 사교계의 여왕이 된다. 그러나 남편의 외도와 배신이 이어지고 그녀 역시 젊고 매력적인 정치가 찰스 그레이를 만나 뜨거운 밀애를 시작한다. 신분도 잊은 채 욕망을 불태우던 두 사람의 관계가 영국전역에 알려지게 되면서, 치명적인 위기가 찾아오는데...

## 출연진
- 데번셔 공작부인 조지아나 캐번디시 : 키이라 나이틀리
- 제5대 데번셔 공작 윌리엄 캐번디시 : 레이프 파인스
- 엘리자베스 포스터 : 헤일리 앳웰
- 찰스 그레이 : 도미닉 쿠퍼
- 스펜서 백작부인 조지아나 스펜서 : 샬럿 램플링
- 리처드 브린즐리 셰리든 : 에이던 매카들
- 찰스 제임스 폭스 : 사이먼 맥버니